# Olympische Sommerspiele 1996/Teilnehmer (Iran)
| Gelbes Symbol für Goldmedaillen mit stilisierten Olympischen Ringen | Graues Symbol für Silbermedaillen mit stilisierten Olympischen Ringen | Braundes Symbol für Bronzemedaillen mit stilisierten Olympischen Ringen |
| ------------------------------------------------------------------- | --------------------------------------------------------------------- | ----------------------------------------------------------------------- |
| 1                                                                   | 1                                                                     | 1                                                                       |

Die Olympischen Sommerspiele 1996 in Atlanta waren die 11. Sommerspiele mit iranischer Beteiligung. Die iranische Mannschaft umfasste 18 Athleten, darunter eine Frau.

## Medaillengewinner
Mit je einer gewonnenen Gold-, Silber- und Bronzemedaille belegte das iranische Team Platz 43 im Medaillenspiegel.

### Gold
- Rasoul Khadem – Ringen,  Freistil 90 kg

### Silber
- Abbas Jadidi – Ringen,  Freistil 100 kg

### Bronze
- Amir Reza Khadem – Ringen,  Freistil 82 kg

## Ergebnisse nach Sportart

### Boxen
63,5 kg, Männer:
- Babak Moghimi – 5. Platz
  1. Runde der 32 – Besiegte Radoslav Suslekov aus Bulgarien, 11-3
  2. Runde der 16 – Besiegte Gerry Legras aus Seychellen, 16-7
  3. Viertelfinale – Unterlag Bolat Nijasymbetow aus Kasachstan, 13-8

 75 kg, Männer:
- Kourosh Molaei – ausgeschieden
  1. Runde der 32 – Unterlag Rhoshii Wells aus den Vereinigten Staaten, 24-7

 81 kg, Männer:
- Ayoub Pourtaghi Ghoushchi – ausgeschieden
  1. Runde der 32 – Unterlag Jean-Louis Mandengue aus Frankreich, 21-9

 +91 kg, Männer:
- Mohammad Reza Samadi – ausgeschieden
  1. Runde der 32 – Unterlag Duncan Dokiwari aus Nigeria, Kampfabbruch durch den Schiedsrichter

### Judo
71 kg, Männer:
- Amir Ghomi – ausgeschieden
  1. Runde der 64 – Freilos
  2. Runde der 32 – Besiegte Henry Nunez aus Costa Rica durch ippon
  3. Runde der 16 – Unterlag Kwak Dae-Sung aus Südkorea durch ippon
  4. Hoffnungslauf Runde der 32 – Besiegte David Kouassi aus Elfenbeinküste durch yuko
  5. Hoffnungslauf Runde der 16 – Unterlag Andrey Shturbabin aus Usbekistan durch ippon

### Leichtathletik
10.000 m:
- Hamid Sajjadi – 35. Platz
  1. Runde 1 - 20. Platz in Vorlauf 2, 29:22,65 min, ausgeschieden

### Ringen

#### Freistil
52 kg, Männer:
- Gholamreza Mohammadi – 5. Platz
  1. Runde 1 – Besiegte Carlos Varela Gonzalez aus Kuba, 4-0
  2. Achtelfinale – Besiegte David Legrand aus Frankreich, 5-0
  3. Viertelfinale – Freilos
  4. Halbfinale – Unterlag Namig Abdullajew aus Aserbaidschan, 10-0
  5. Runde 6 – Unterlag Chechenol Mongush aus Russland, 3-1
  6. 5. Platz Match – Besiegte Metin Topaktaş aus Türkei, 4-2

57 kg, Männer:
- Mohammad Talaei – 6. Platz
  1. Runde 1 – Besiegte Arif Abdullayev aus Aserbaidschan, 4-1
  2. Achtelfinale – Unterlag Aljaksandr Husau aus Belarus, 5-3
  3. Runde 3 – Besiegte Alejandro Puerto aus Kuba, 5-0
  4. Runde 4 – Besiegte Bagautdin Umachanow aus Russland, 1-0
  5. Runde 5 – Besiegte Damir Zakhartdinov aus Usbekistan, 4-2
  6. Runde 6 – Unterlag Ri Yong-Sam aus Nordkorea, Fall
  7. 5. Platz Match – Unterlag Šaban Trstena aus Makedonien, 4-3

62 kg, Männer:
- Abbas Haj Kenari – 19. Platz
  1. Runde 1 – Unterlag Tom Brands aus den Vereinigten Staaten, 3-0
  2. Runde 2 – Unterlag Anibál Nieves aus Puerto Rico, 8-3

68 kg, Männer:
- Akbar Fallah – 10. Platz
  1. Runde 1 – Unterlag Arsen Fadsajew aus Usbekistan, 2-2
  2. Runde 2 – Besiegte Oziti Ibo aus Nigeria, 1-0
  3. Runde 3 – Besiegte Richard Weiss aus Australien, 5-0
  4. Runde 4 – Unterlag Yosmany Sanchez aus Kuba, 3-1

74 kg, Männer:
- Issa Momeni – 16. Platz
  1. Runde 1 – Unterlag Buvaisar Saitiev aus Russland, 8-0
  2. Runde 2 – Besiegte Lazaros Loizidis aus Griechenland, 3-0
  3. Runde 3 – Unterlag Alberto Rodríguez Hernández aus Kuba, 4-1

82 kg, Männer:
- Amir Reza Khadem – Bronzemedaille
  1. Runde 1 – Besiegte Awtandil Gogolischwili aus Georgien, 3-0
  2. Achtelfinale – Besiegte Ruslan Kinchagov aus Usbekistan, 1-0
  3. Viertelfinale – Freilos
  4. Halbfinale – Unterlag Chadschimurad Magomedow aus Russland, 4-0
  5. Runde 6 – Besiegte Mogamed Ibragimov aus Aserbaidschan, 3-0
  6. Bronzemedaille Match – Besiegte Sebahattin Öztürk aus Türkei, 0-0

90 kg, Männer:
- Rasoul Khadem – Goldmedaille
  1. Runde 1 – Besiegte Victor Kodei aus Nigeria, 6-1
  2. Achtelfinale – Besiegte Islam Bairamukov aus Kasachstan, 4-3
  3. Viertelfinale – Freilos
  4. Halbfinale – Besiegte Dzambolat Tedeyev aus Ukraine, 3-0
  5. Finale – Besiegte Makharbek Khadartsev aus Russland, 3-0

100 kg, Männer:
- Abbas Jadidi – Silbermedaille
  1. Runde 1 – Besiegte Davoud Magomedov aus Aserbaidschan, 4-0
  2. Achtelfinale – Besiegte Leri Khabelov aus Russland, 4-0
  3. Viertelfinale – Freilos
  4. Halbfinale – Besiegte Marek Garmulewicz aus Polen, 4-1
  5. Finale – Unterlag Kurt Angle aus den Vereinigten Staaten, 1-1

130 kg, Männer:
- Ebrahim Mehrban – 12. Platz
  1. Runde 1 – Besiegte Amarjit Singh aus Großbritannien, 6-2
  2. Achtelfinale – Unterlag Zsolt Gombos aus Ungarn, 3-0
  3. Runde 3 – Unterlag Alexander Kowalewski aus Kirgisistan, 3-2

#### Griechisch-römisch
62 kg, Männer:
- Ahad Pazaj – 11. Platz
  1. Runde 1 – Unterlag Juan Maren aus Kuba, 5-2
  2. Runde 2 – Freilos
  3. Runde 3 – Besiegte Igor Petrenko aus Belarus, Fall
  4. Runde 4 – Unterlag Mehmet Akif Pirim aus Türkei, 4-0

### Schießen
Frauen 10 m Luftgewehr:
- Lida Fariman – 46. Platz
  1. Qualifikation – 379 Punkte, ausgeschieden

### Schwimmen
1500 m Freistil
- Hamed Rezakhani – 33. Platz
  1. Vorläufe – 17:22,86 min, ausgeschieden